# Waldkegelbahn

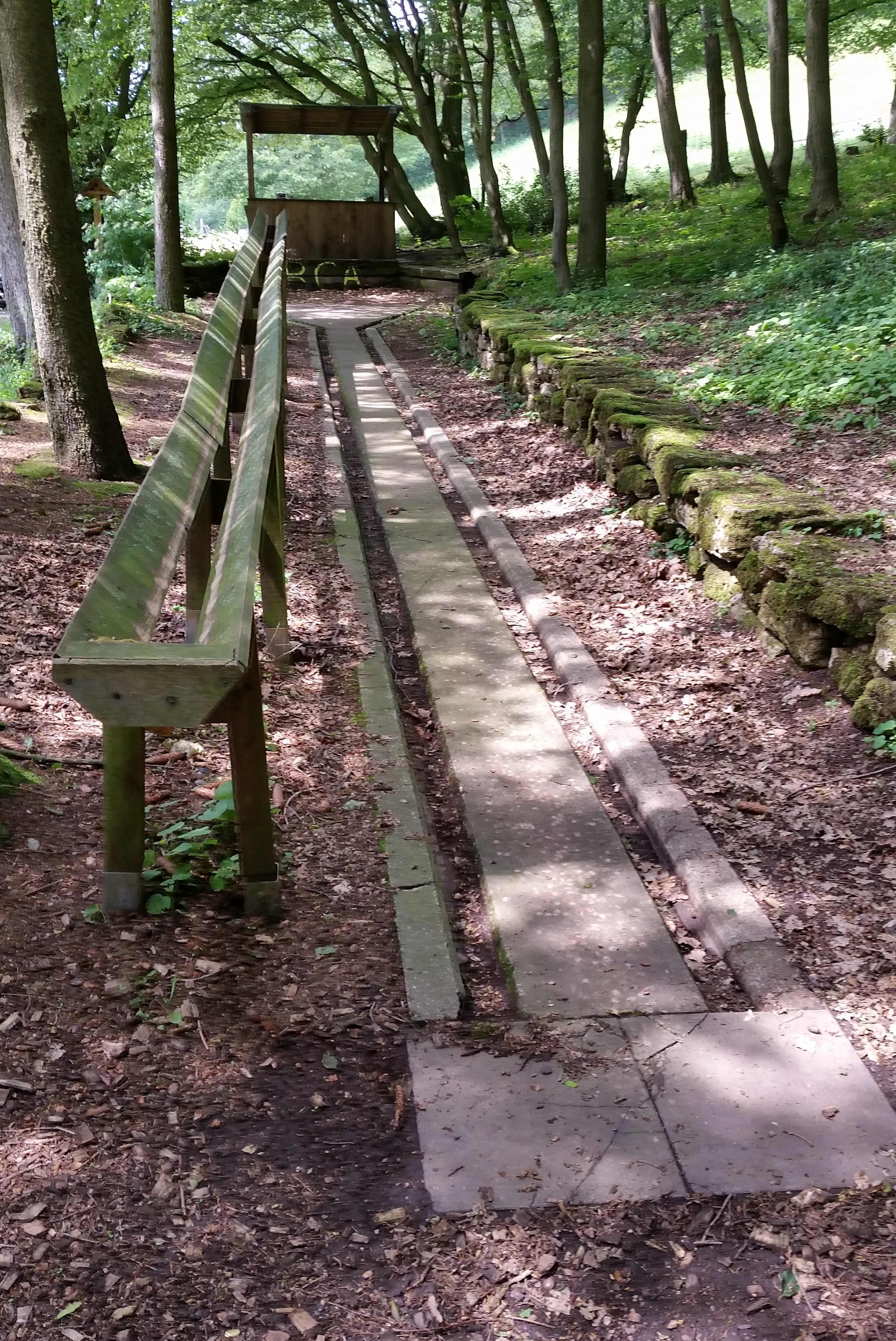
Waldkegelbahn in Adorf

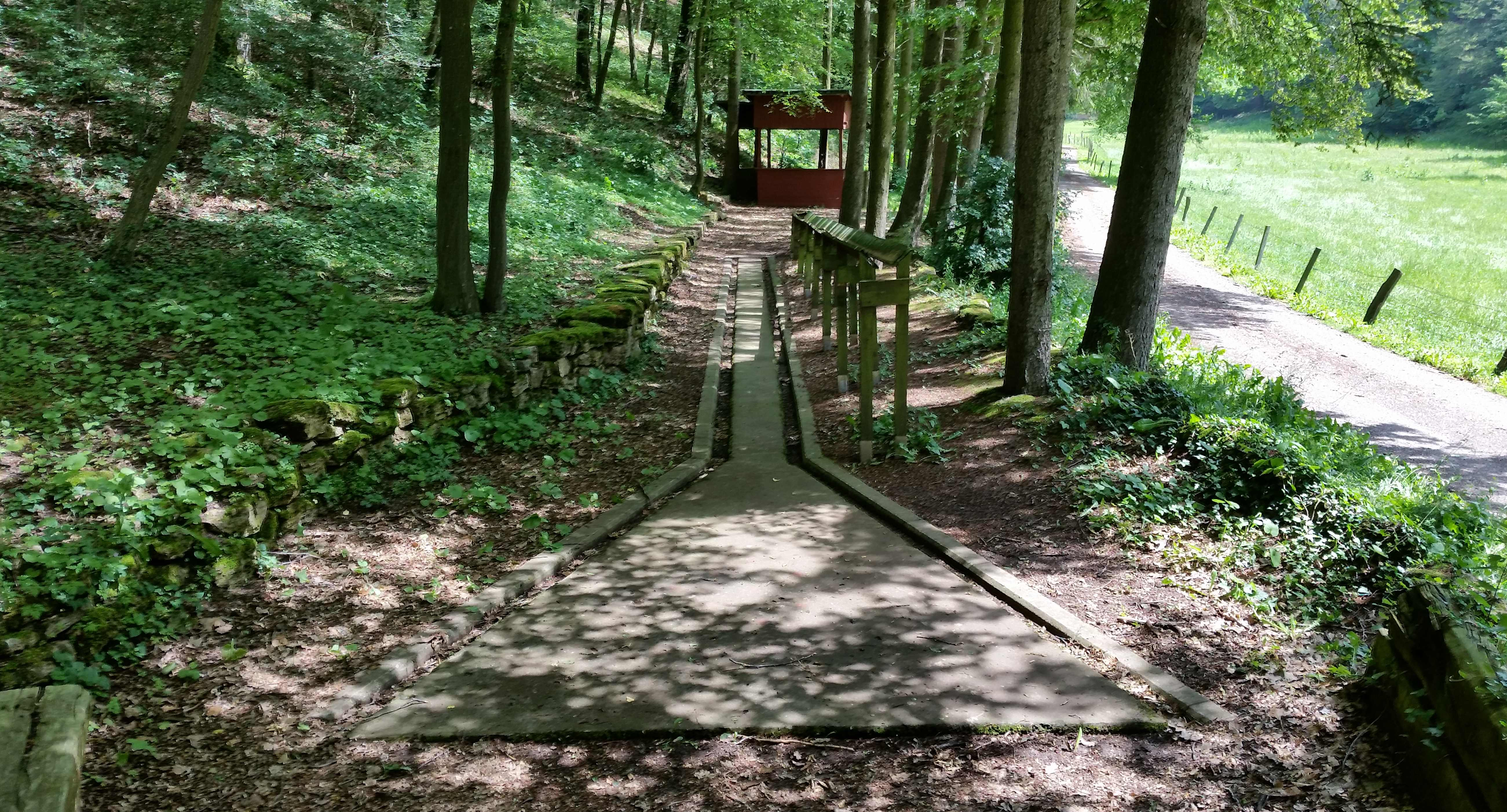
Waldkegelbahn in Adorf

Eine Waldkegelbahn ist eine Sportstätte zum Kegeln im Wald. Es sind nur wenige Einrichtungen dieser Art in Deutschland bekannt.

## Geschichte
Die frühesten Funde zu Kegelbahnen sind zu Anlagen im Freien bekannt. Wann die ersten Waldkegelbahnen in Deutschland errichtet wurden, ist nicht überliefert. Es wurde dazu dokumentiert, dass schon vor Jahrhunderten solche Anlagen von Mönchen angelegt wurden. Die älteste bekannte und noch erhaltene Waldkegelbahn stammt aus dem Jahre 1842 und liegt bei einer Hütte in der historischen Parkanlage Amseldell. Im 21. Jahrhundert wurden einige alte Waldkegelbahnen renoviert und erneut in Betrieb genommen. Bekannte Waldkegelbahnen sind:
- Waldkegelbahn in Adorf (im Landkreis Waldeck-Frankenberg in Hessen)[3]
- Waldkegelbahn in Amseldell (im Landkreis Kaiserslautern in Rheinland-Pfalz)[2]
- Waldkegelbahn in Schweinschied (im Landkreis Bad Kreuznach in Rheinland-Pfalz)[4]
- Waldkegelbahn bei der Talsperre Kriebstein und im Bereich der „Siedlergemeinschaft Nordhäuser Weg“ bei Erlebach (im Landkreis Mittelsachsen in Sachsen)
- Waldkegelbahn „Volltreffer-Venne“ in Venne (im Landkreis Osnabrück in Niedersachsen)